# Тифа Локхарт
Ти́фа Ло́кхарт (яп. ティファ・ロックハート Тифа Роккуха:то, англ. Tifa Lockhart) — персонаж компьютерной ролевой игры Final Fantasy VII (1997) от компании Square (в настоящее время Square Enix). Руководитель разработки Ёсинори Китасэ, сценарист Кадзусигэ Нодзима и дизайнер Тэцуя Номура создавали героиню как противоположность другого члена игровой партии, Айрис Гейнсборо.
Тифа — подруга детства главного героя Final Fantasy VII Клауда Страйфа. Она управляет баром «Седьмое небо», расположенном в трущобах мегаполиса Мидгара, и состоит в рядах экотеррористической организации «ЛАВИНА». Тифа убеждает Клауда присоединиться к группе, чтобы присматривать за ним, а затем помогает ему спасти Планету от антагониста игры — Сефирота. Роль Локхарт была расширена в рамках медиафраншизы «Компиляция Final Fantasy VII», в частности в фильме «Дети пришествия», по сюжету которого она пытается убедить Клауда отпустить навязанное самому себе чувство вины и жить нормальной жизнью после победы над Сефиротом. За пределами Компиляции Тифа была одним из игровых персонажей файтинга Ehrgeiz (1998) и ещё одной подсерии Final Fantasy под названием Dissidia Final Fantasy (2011), а также фигурировала в игровых сериях Kingdom Hearts и Itadaki Street.
The New York Times описал Тифу как пин-ап-девушку из «кибер-поколения», а The Beaumont Enterprise сравнил её с Ларой Крофт как сильную, независимую и привлекательную героиню видеоигр. СМИ хвалили Локхарт за её силу и внешность и называли одной из лучших девушек в компьютерных играх. Некоторые рецензенты утверждали, что сексуальная привлекательность Локхарт затмевала другие особенности её образа.

## Создание
Тифа отсутствовала в ранней версии сюжета Final Fantasy VII, так как изначально в игре планировалось только три игровых персонажа: Клауд Страйф, Айрис Гейнсборо и Баррет Уоллес. Во время одного из телефонных разговоров руководитель разработки Ёсинори Китасэ и дизайнер персонажей Тэцуя Номура пришли к соглашению, что один из ключевых героев должен умереть во время игры. Разработчики долгое время выбирали между Барретом и Айрис и, в конечном итоге, решили убить последнюю. Годы спустя Номура пошутил, что именно он выдвинул эту идею, чтобы получить разрешение добавить Локхарт в игру. Китасэ понравилась идея о присутствии в сюжете двух героинь и мечущемся между ними главным героем. Он счёл эту задумку новаторской для франшизы Final Fantasy. Тифа создавалась как персонаж класса «монах», появившегося в предыдущих играх серии.
В отличие от прошлых частей Final Fantasy, в которых разработчики моделировали персонажей на основе иллюстраций художника Ёситаки Амано, создатели FFVII отталкивались от концепт-артов Номуры. Последний изобразил Тифу как молодую девушку с длинными тёмными волосами, кончик которых напоминал дельфиний хвост. Её повседневная одежда состоит из кроп-топа и чёрной мини-юбки с парой узких подтяжек. Также она носит серьги с белыми каплевидными камнями, красно-чёрные перчатки длиной до локтя, красные ботинки и чёрные носки. Образ дополняет металлический налокотник на левой руке. Её рост составляет примерно 5 футов и 6 дюймов (167 см).
Локхарт была одним из немногих персонажей, которым Номура подобрал размеры груди, талии и бёдер; в её концепт-арте указаны следующие параметры: 36-24-35" (92-60-88 см). Номура хотел, чтобы у каждого героя игры была одна отличительная черта, и в случае Тифы ею стала большая грудь. По этой причине разработчики в шутку называли её «Боинг-тян». В интервью японскому журналу Jugemu композитор Нобуо Уэмацу высказал мнение, что её грудь была «немного… слишком большой». По словам режиссёра кат-сцен Мотонари Сакакибары, другие разработчики настаивали на том, чтобы он не уменьшал размер её бюста. Номура прокомментировал образ героини следующим образом: «Так или иначе они всем нам нравятся. […] Если бы я сделал их меньше — вы бы рассердились на меня».
Какое-то время Номура не мог определиться с тем, какую одежду будет носить героиня — мини-юбку или длинные штаны. Дизайнер решил оставить этот вопрос на усмотрение коллег-разработчиков и разослал свои наброски по офисам Square. Большинство сотрудников компании одобрили вариант с мини-юбкой. В отличие от Тифы, Айрис носила длинное платье, из-за чего героини контрастировали друг с другом не только в личностном плане, но и внешне. По словам Номуры, будучи бойцом на ближних дистанциях Тифа предпочитает носить короткую одежду, так как она не сковывает её движения Впоследствии мини-юбка стала неотъемлемой частью следующих костюмов героини. Разработчики отметили, что простая одежда Локхарт выглядела ярче благодаря фигуре девушки.

### Образ в «Детях пришествия» иRemake
Во время производства «Детей пришествия» сорежиссёр Такэси Нодзуэ испытывал трудности при создании структуры тела Тифы, которая должна была быть «симметричной, но в то же время женственной». Создатели фильма хотели, чтобы новый костюм Тифы подчёркивал её фигуру и хорошо смотрелся на экране. Номура описал Тифу в «Детях пришествия» следующим образом: «мать, возлюбленная и верный боевой товарищ», «удивительно сильная не только эмоционально, но и физически». В фильме Локхарт носит чёрную одежду: жилет на молнии поверх белого топа, шорты до колен с куском ткани, напоминающем фалду пальто, и высокие ботинки. Вокруг бицепса на правой руке девушки завязана розовая лента. Теперь она надевает перчатки только во время сражений. Её волосы стали короче, из-за чего концы едва достигают спины и более не собраны в дельфиний хвост. Создатели фильма изменили изначальный дизайн героини, чтобы упростить процесс её анимирования.
Во время разработки Final Fantasy VII Remake дизайнеры проекта плотно работали с Номурой над переосмыслением дизайна Локхарт, добавили к её образу подвески на запястьях и перебрали двадцать различных цветов волос, прежде чем остановиться на пепельно-коричневом оттенке. Разработчики не хотели отдавать предпочтение Тифе или Айрис и позиционировали их как равнозначных героинь игры. Также они стремились подчеркнуть восточную эстетику и миловидность лица Тифы, контрастирующую с европейской внешностью Айрис, и её атлетическое телосложение с ярко выраженными мышцами живота. В интервью Weekly Famitsu создатели Remake заявили, что им пришлось изменить повседневную одежду Тифы по просьбе отдела этики Square Enix, в результате чего она стала носить более длинные шорты и чёрный спортивный бюстгальтер, который стягивал её грудь, чтобы та «не выглядела неестественно во время боевых сцен». Дизайнер персонажей Дэн Сузуки заявил, что шорты улучшили образ Локхарт. Фанаты героини выражали обеспокоенность относительно того, что разработчики уменьшат размер её груди, однако представители gameindustry.biz развеяли их опасения. Впоследствии создатели Remake раскрыли, что для создания внутриигровой модели Тифы они наняли настоящую модель, которая позировала в бюстгалтере с размером чашки G70 (95 см), чтобы точно передать параметры груди Локхарт.
Художник Роберто Феррари придумал несколько альтернативных костюмов Тифы для Remake. Феррари создавал их дизайн таким образом, чтобы не только упростить процесс моделирования для аниматоров, но и сохранить элементы классических нарядов Локхарт из оригинальной игры. Художник перебрал различные варианты, включая костюм горничной и бикини, смоделированное по образу Чокобо, одного из маскотов серии Final Fantasy. В конечном итоге разработчики остановились на чёрных ципао и кимоно; оба образа дополняли чулки. По словам Феррари, последний наряд дался ему особенно непросто, так как создатели игры отклонили несколько версий кимоно. В сиквеле Remake под названием Final Fantasy VII Rebirth были добавлены два разных купальника героини: завязанная в узел синяя рубашка и короткие шорты и бело-голубое бикини с оборками.

### Озвучивание
Номура был поклонником творчества Аюми Ито и пригласил актрису принять участие в работе над «Детьми пришествия». Так как сэйю на роль Айрис уже была выбрана, Номура попросил Ито озвучить Тифу, посчитав, что её «хриплый голос» будет хорошо контрастировать с тихим голосом Айрис в исполнении Мааю Сакамото. Создатели фильма подкорректировали обновлённый дизайн Локхарт, добавив героине черты внешности актрисы озвучивания. Такахиро Сакураи, который озвучил Клауда, записал большую часть своих реплик в одиночестве, однако у него было несколько совместных записей с Ито. Во время этих записей Сакураи чувствовал себя «опустошённым», так как считал диалоги с Тифой «довольно болезненными для Клауда». Аяка Мицумото озвучила подростковую версию Тифы во флешбэках Remake, посвящённых их с Клаудом детству. По словам Номуры, специалисты по кастингу без труда нашли актрису на роль юной Тифы.
В приуроченном к выходу Kingdom Hearts II интервью актриса английского дубляжа Рэйчел Ли Кук заявила, что ей понравилось озвучивать Тифу, которую она описала как «сильную физически и эмоционально, но в то же время чувствительную» и «очень разностороннюю». Актриса прослушала записи Ито, чтобы понимать, как должна звучать Тифа. По окончании производства «Детей пришествия» Кук поблагодарила Номуру за понравившейся ей фильм. IGN и Anime News Network высоко оценили работу Кук над героиней. Бритт Барон заменила её в Remake и Rebirth. Юную Локхарт озвучила Глори Курда.

## Появления

### Final Fantasy VII
В Final Fantasy VII Тифа является подругой детства Клауда Страйфа и владелицей бара «Седьмое небо» в трущобах Мидгара, технологически продвинутого мегаполиса, принадлежащего электроэнергетической компании «Син-Ра». Также девушка состоит в рядах эко-террористической группы «ЛАВИНА», которая выступает против добычи «Син-Ра» духовной энергии Планеты под названием «Поток Жизни» и её последующей переработки в энергию «Мако». Она замечает, что Клауд сильно изменился с момента их последней встречи и убеждает его присоединиться к «ЛАВИНЕ», чтобы присматривать за ним. В дальнейшем она помогает ему в преследовании антагониста игры, Сефирота. Хотя ей не удаётся спасти Клауда от манипуляций Сефирота, Тифа помогает своему другу восстановить его настоящую личность, когда тот теряет рассудок. В этот момент молодые люди осознают свои чувства друг к другу и объединяют усилия, чтобы остановить Сефирота.
В прошлом юные Тифа и Клауд взобрались на гору, расположенную неподалёку от их родного города Нибельхейма. Оба упали с шаткого моста и получили увечья, из-за которых Локхарт пролежала в коме в течение недели. Её отец обвинил Клауда в этом инциденте. Некоторое время спустя, Страйф покинул Нибельхейм, чтобы присоединиться к элитному подразделению «Син-Ра» под названием «СОЛДАТ» и стать сильнее. Тем самым юноша хотел привлечь внимание Тифы. Прежде чем Клауд покинул Нибельхейм она взяла с него обещание, что однажды он, уже будучи известным героем, спасёт её, когда её жизни будет угрожать опасность. Годы спустя, когда Сефирот сжёг Нибельхейм, Клауд сдержал своё обещание и пришёл на помощь раненой Тифе. Учитель Тифы по боевым искусствам по имени Занган перенёс её в безопасное место, после чего девушка переехала в Мидгар, где познакомилась с Барретом Уоллесом, лидером «ЛАВИНЫ». Тифа присоединилась к «ЛАВИНЕ», чтобы отомстить за разрушение её дома. Незадолго до начала событий FFVII она наткнулась на сбитого с толку Клауда на городской железнодорожной станции и убедила его поработать на Баррета, чтобы у неё была возможность присматривать за ним.
В черновом варианте сюжета Тифа была сестрой Сефирота. В более поздних вариантах у неё была второстепенная роль в игре: она подбадривала членов «ЛАВИНЫ», когда те возвращались с заданий, и испытывала симпатию к Клауду. По одной из задумок Страйф оставил на её спине большой шрам во время неизвестного инцидента в прошлом, из-за которого у Локхарт также возникла частичная амнезия. Китасэ отклонил предложенную Масато Като сцену, в которой Клауд и Тифа выходили из конюшни Чокобо на утро перед финальной битвой; прежде чем последовать за Страйфом, Локхарт оглядывалась по сторонам. Китасэ назвал сцену «слишком откровенной», а Нодзима — «экстремальной». Тем не менее, Китасэ решил сохранить этот эпизод, но переосмыслил его содержание: в конечном варианте Тифа произносит двусмысленную фразу, прежде чем экран затемняется. По словам Нодзимы, никто из разработчиков и представить не мог, как часто эта сцена будет обсуждаться в будущем. Во время разработки международного издания Final Fantasy VII в игру была включена дополнительная кат-сцена с чудовищем Оружием «Ультимой». Разработчики добавили в эту сцену Тифу, так как героиня приобрела большую популярность в игровой индустрии.

### КомпиляцияFinal Fantasy VII
Тифа появляется в анимационном фильме «Последняя фантазия VII: Дети пришествия» (2005), события которого разворачиваются спустя два года с момента окончания оригинальной игры. Она оказывает эмоциональную поддержку Клауду, призывая его отпустить навязанное самому себе чувство вины. Также Локхарт присматривает за приёмной дочерью Баррета Марлин и сиротой Дензелом. По мере развития сюжета она сражается с одним из антагонистов фильма, Лозом, и вместе с другими членами игровой партии помогает Клауду остановить монстра Багамута СИН. Сценарист Кадзусигэ Нодзима описал Тифу как «женщину, которую покинул мужчина» и отметил, что создатели картины не хотели показывать её навязчивой, но в то же время стремились передать эмоциональную боль девушки, вызванную уходом Клауда. Изначально «Дети пришествия» задумывались как короткометражный фильм, посвящённый Локхарт, Страйфу и нескольким детям, а его история вращалась вокруг записки, доставленной главному герою.
Тифа фигурирует в играх-приквелах Before Crisis (2004) и Crisis Core, а также в OVA Last Order (2005), в каждой из которых был по-разному показан инцидент в Нибельхейме. Героине посвящён короткий рассказ под названием «Случай Тифы», являющийся частью сборника «На пути к улыбке». Между событиями Final Fantasy VII и «Детьми пришествия» происходит открытие нового бара «Седьмое небо» в городе Эдж. Тифа пытается построить мирную жизнь с Клаудом и их приёмными детьми, однако Страйф постепенно отдаляется от неё. Также Локхарт эпизодически появляется в игре Dirge of Cerberus (2006), сюжет которого начинается год спустя с момента окончания «Детей пришествия». Она помогает главному герою Винсенту Валентайну защитить Планету от монстра Оружия «Омега».
Тифа является одной из героинь игры Final Fantasy VII Remake (2020), которая охватывает вступительную часть сюжета Final Fantasy VII. Благодаря этому разработчики получили возможность проработать отношения между ней, Клаудом и Айрис. По мотивам Remake вышел роман под названием Trace of Two Pasts, в котором описывается прошлое Локхарт и Гейнсборо. В посвящённом Локхарт сегменте подробно раскрываются её детство в Нибельхейме, тренировки с учителем по боевым искусствам, а также жизнь в трущобах Мидгара после сожжения родной деревни.

### Другие появления
За пределами Компиляции Тифа появляется в файтинге Ehrgeiz (1998) в качестве игрового персонажа и босса. Также Локхарт играбельна в электронных настольных играх Itadaki Street Special и Itadaki Street Portable. В Kingdom Hearts II (2005) Тифа носит костюм из «Детей пришествия». Она отправляется на поиски Клауда и, по мере развития сюжета, вступает в конфронтацию с местными антагонистами, известными как «Бессердечные». Изначально Локхарт должна была появиться в версии приквела игры под названием Final Mix, однако, из-за сжатых сроков разработки проекта, его создатели заменили Тифу на Сефирота. По версии игры Клауд пропадает без вести после битвы с Сефиротом, однако в манге-адаптации Тифа находит его в «Пустом Бастионе». В 2015 году героиня появилась в мобильной игре Final Fantasy: Record Keeper.
Тифа — одна из игровых персонажей кроссовера Dissidia 012 Final Fantasy (2010) с участием протагонистов из различных игр серии Final Fantasy. В игре есть три костюма Локхарт: классический, из фильма «Дети пришествия», а также наряд, который она носила во время инцидента в Нибельхейме. В копиях игры из первого тиража у игроков есть возможность открыть бонусный костюм, созданный Ёситакой Амано. Скин Тифы доступен для загрузки в играх LittleBigPlanet 2 (2011) и Super Smash Bros. Ultimate (2018).
В 2007 году корейская певица Айви перевоплотилась в героиню в музыкальном клипе на песню «유혹 의 소나타» («Соната искушения»). Представители Square Enix подали на неё в суд за плагиат, так как в клипе была воссоздана сцена драки из «Детей пришествия». Суды по гражданским и уголовным делам удовлетворили иск компании, запретив трансляцию клипа и обязав руководство агентства певицы возместить штраф.

## Восприятие

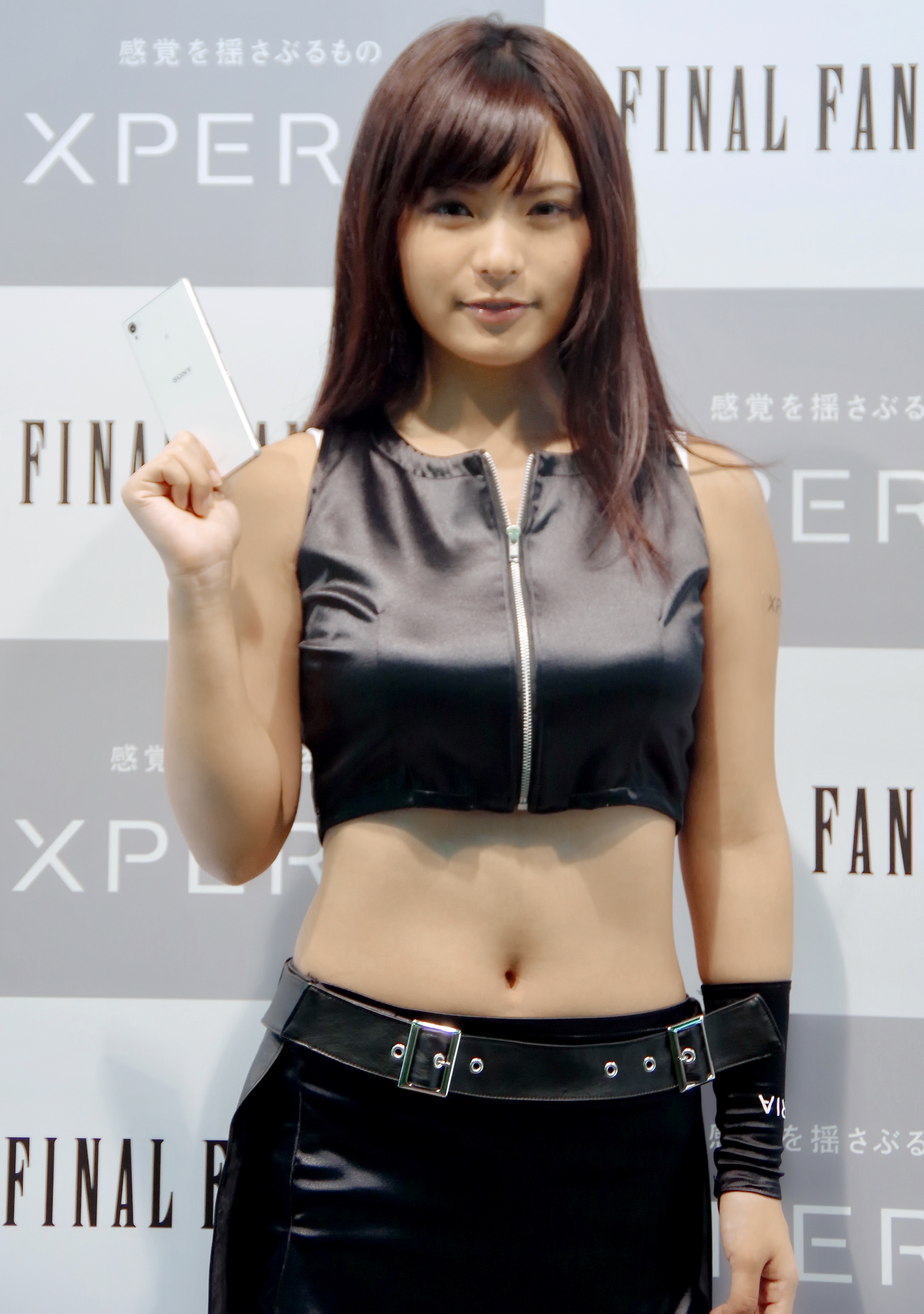
Косплей Тифы Локхарт в костюме из фильма «Последняя фантазия VII: Дети пришествия» в исполнении гравюр-айдол Мизуки Хосимы во время рекламирования Sony Xperia на TGS в 2014 году

С момента её первого появления Тифа получила множество положительных отзывов со стороны игровых журналистов и фанатов серии Final Fantasy. Редакция The New York Times назвала Тифу пинап девушкой «кибер-поколения», а представители издания The Beaumont Enterprise сравнили Локхарт с Ларой Крофт, ещё одной «сильной, независимой и привлекательной героиней компьютерных игр». Холли Бонсон из Polygon описала героиню, как «не слишком уверенную в себе и заботливую», но при этом излучающую «силу и сексуальность». По мнению Мэтью Берда из Den of Geek, Тифа «заслужено является любимицей фанатов», которые оценили её кротость, силу и готовность не только оказать поддержку своим товарищам, но и взять на себя роль лидера, «когда того требует сюжет». Дженни Лада из Siliconera разделила мнение других рецензентов относительно значимости Локхарт в игровой индустрии и отметила, что героиня продолжила развиваться как персонаж в других проектах с её участием, в частности Remake.
В 2000 году героиня заняла 5-е место среди «лучших женских персонажей в компьютерных играх» по версии GameSpot. В 2004 году журнал Play включил Локхарт в первый выпуск своего ежемесячника Girls of Gaming. В 2007 году Тифа расположилась на 8-м месте в списке «величайших персонажей [игровой индустрии] всех времён» по результатам голосования Dengeki PlayStation, замкнув тройку лучших персонажей Final Fantasy VII. В том же году Tom’s Hardware включил Тифу в свой список «50 величайших женских персонажей в истории видеоигр» и описал её как «одну из самых роскошно нарисованных и проработанных героинь». В 2008 году UGO назвал её «одной из лучших девушек в играх» и поместил на 5-е место одноимённого рейтинга. Редакция портала предпочла её Айрис и добавила: «одежда Тифы — это чудо минимализма, а её природные качества и западающая в душу личность принесли ей место в этом топе». В том же году CHIP поместил её на 10-е место среди «девушек из компьютерных игр». В 2009 году IGN отметил Тифу в числе «10 лучших игровых героинь» и описал её как «бесспорно легендарную героиню вселенной Final Fantasy». По результатам опроса читателей Famitsu 2010 года Тифа заняла 19-е место среди «самых популярных персонажей видеоигр по мнению японской аудитории». В 2013 году Complex дал ей 13-е место в рейтинге «величайших героинь в истории компьютерных игр». В 2008 году Joystiq выделил её как лучшего кандидата из 20 персонажей Final Fantasy, которые могли бы появиться в Dissidia Final Fantasy. В 2010 году Mania Entertainment включила Тифу в список «героинь видеоигр, которые могут надрать зад», заявив, что несмотря на большое количество запоминающихся героинь Final Fantasy «Тифа занимает особое место в наших сердцах». В 2013 году Гас Тёрнер из Complex поместил Локхарт на 12-е место среди «величайших персонажей Final Fantasy всех времён» с комментарием: «наряду с Ларой Крофт и Самус, Тифа Локхарт выделяется как одна из самых независимых и сильных женщин в играх».
Критики часто сравнивали Тифу с другой героиней Final Fantasy VII, Айрис Гейнсборо. Рецензент Complex Гас Тёрнер назвал Локхарт «одной из самых сильных и независимых женщин в компьютерных играх», а также заявил, что «из них двоих [с Айрис] она более женственная». Журналист Ли Александр утверждал, что Тифа является настоящей героиней FFVII, так как она появилась в самом начале игры и была незаменима в ключевых эпизодах её истории. По мнению Тёрнера, Тифу выбирают «зрелые игроки». В заключении статьи рецензент задался вопросом: «многие ли игроки, которые при первом прохождении не оценили её должным образом, могут пересмотреть своё отношение?». В то же время многие фанаты вели дискуссии относительного того, кто из девушек больше подходит главному герою, и какая пара считается каноном. Редактор RPGamer Мари Фрид утверждала, что, хотя поначалу отношения Тифы и Клауда казались предопределёнными, а саму героиню она воспринимала как препятствие между протагонистом и Айрис, со временем Локхарт открылась для неё как «настоящая» девушка, в которой есть доброта, забота и скромность — необходимые качества для человека, способного вернуть Страйфа к его настоящей личности, в результате чего она олицетворяет победу «реальности» над «идеалом». С другой стороны, некоторые рецензенты сочли Айрис более подходящей девушкой для главного героя. Polygon пришёл к выводу, что в этом споре нет правой стороны, так как обе девушки сыграли важную роль в жизни Клауда. До выхода Remake у портала Comic Book Resources были большие ожидания от любовной линии с участием трёх ключевых персонажей. Kotaku и Destructoid назвали отношения Клауда и Тифы центральной темой «Детей пришествия». Также Kotaku понравилось переосмысление любовного треугольника в Remake, а также тот факт, что девушки стали дружелюбнее по отношению друг к другу.
Значительная часть рецензентов высоко оценила Тифу за её сексуальную привлекательность, которая также послужила основой для изготовления некоторых товаров с её изображением. Редакция Electronic Gaming Monthly провозгласила её «самой горячей красоткой» в компьютерных играх 1997 года и положительно оценила сексуальные черты её образа; вместе с тем она похвалила героиню за её физическую и моральную стойкость. Рецензент UGO высоко оценил её костюм, а саму героиню назвал «настоящим секс-символом». Дэвид Смит из IGN отметил, что с появлением Локхарт возникла тенденция по созданию «сильных и независимых героинь RPG», но в то же время рассматривал её присутствие в FFVII как попытку Square привнести в Final Fantasy сексуальный подтекст. Эту позицию разделил коллега Смита Фил Пиррелло, по мнению которого героиня во много обязана своей популярности большой груди. Рецензент добавил, что хотя её игровая модель устарела, в год выхода игры она произвела большое впечатление на игроков той эпохи. Героиня была участницей большого количества фанатской порнографии, которая часто запрашивалась на сайтах  Pornhub, Rule 34.xxx и Sankaku Channel. В январе 2022 года неизвестный интернет-пользователь прервал видеоконференцию с участием сенаторов Италии порнографическом роликом, в котором Тифа занималась сексом. Пользователь был незамедлительно заблокирован, однако информация об инциденте просочилась в СМИ. Несмотря на то, что ролик был выбран случайным путём, популярность Тифы возросла до такой степени, что она стала «итальянской иконой». С другой стороны, некоторые рецензенты утверждали, что сексуальная привлекательность Тифы затмевала другие особенности её образа. По мнению редакции IGN, Тифа была нечто большим, чем просто «привлекательной женщиной», благодаря её «внушительной силе, тяжёлому прошлому, сильной воли и привязанности к Клауду»; они назвали её «легендарной героиней игровой серии». В книге The Legend of Final Fantasy VII подчёркивалась, что хотя Локхарт действительно обладала соблазнительными частями тела, в частности большой грудью, она разрушила «связанные с её внешностью стереотипы», будучи сильной и независимой женщиной и самым «уравновешенным и прагматичным» персонажем игры. Филип Блум из RPGamer заявил, что не знакомые с Локхарт люди не узнают о положительных качеств героини из сторонних обсуждений, в которых по большей части затрагивается её внешность.